# 백둔봉
백둔봉 (柏屯峰) 은 대한민국 경기도에 있는 산이다. 표고는 974m(3,196피트)이다.

## 같이 보기
- 한국의 산 목록

## 참고 자료
- Yu Jeong-yeol (2007). 《한국의 산 여행 (Travel Guide to Korean Mountains)》. Seoul: 관동 상억연구회 (Kwandong). ISBN 978-89-958055-1-0.